# Међународни фестивал гитаре Сарајево
Међународни фестивал гитаре Сарајево је међународни вишедневни музички фестивал класичне гитаре који се одржава сваке године у априлу у Сарајеву. 

## Историја
Међународни фестивал гитаре Сарајево основан је 2011. и једини је фестивал ове врсте у Босни и Херцеговини. Од 2017. је пуноправни члан EuroStrings - European Guitar Festival Collaborative.    Фестивал је угостио бројне међународне гитаристе, међу којима су Душан Богдановић, Санел Реџић, Петар Чулић и др.    

## Формат
Фестивал се састоји од пет такмичарских и три вантакмичарска концерта. Ово последње укључује вечерње концерте афирмисаних међународних класичних гитариста и концертни програм YoungStars, који је замишљен као догађај за младе гитаристичке таленте. Осим тога, фестивал организује мајсторске курсеве и радионице на сарајевској Музичкој академији и Народном позоришту Сарајево. Поред тога, у Босанском институту се одржава годишња изложба шпанских гитара.  